# James Bruce (diplomático)

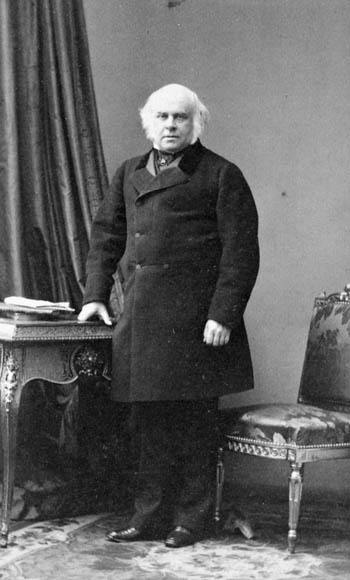
James Bruce, 8.º conde de Elgin y 12.º conde de Kincardine.

James Bruce, 8.º conde de Elgin y 12.º conde de Kincardine (20 de julio de 1811 – 20 de noviembre de 1863) fue un administrador y diplomático británico, conocido por haber ocupado los cargos de Gobernador General de Canadá y Gobernador General y Virrey de la India.
Era hijo de Thomas Bruce, 7.º Conde de Elgin y 11.er Conde de Kincardine y de su segunda esposa Lady Mary Lambton, hija de John George Lambton, 1.er Conde de Durham, autor del innovador trabajo de "Informe sobre los Asuntos de la América del Norte Británica", y sobrina del Secretario Colonial Henry Grey, 3.er Conde Grey. Tuvo siete hermanos y hermanas y cuatro medias-hermanas y un medio-hermano del primer matrimonio de su padre.
Fue educado en el Eton College y en el Christ Church, Oxford, se graduó con un primer Clásico en 1832. Mientras que en Oxford se hizo amigo de William Gladstone.
James Bruce se convirtió en Gobernador de Jamaica en 1842, y en 1847 fue nombrado Gobernador General de Canadá. Bajo su gobierno, comenzaron los primeros intentos verdaderos de establecer un gobierno responsable en Canadá, siendo él el primer Gobernador General que se mantuvo al margen de los asuntos de la legislatura. En 1857, se convirtió en Alto Comisario de China, y visitó aquella nación y Japón entre 1858 y 1859. En China, supervisó la segunda guerra del Opio y ordenó la destrucción del Yuanming Yuan, el viejo Palacio Imperial de Verano, en las afueras de Pekín. En Japón, firmó el Tratado de amistad y comercio aglo-japonés donde se encargó de mantener la soberanía británica en los puertos más importantes de la isla y controlar las mercancías que llegaban a estos sin supervisión de los entonces representantes del gobierno japonés. Fue nombrado Virrey de la India en 1861, y murió en Dharamsala en 1863.
- Datos: Q335230
- Multimedia: James Bruce, 8th Earl of Elgin / Q335230